# Talamegos

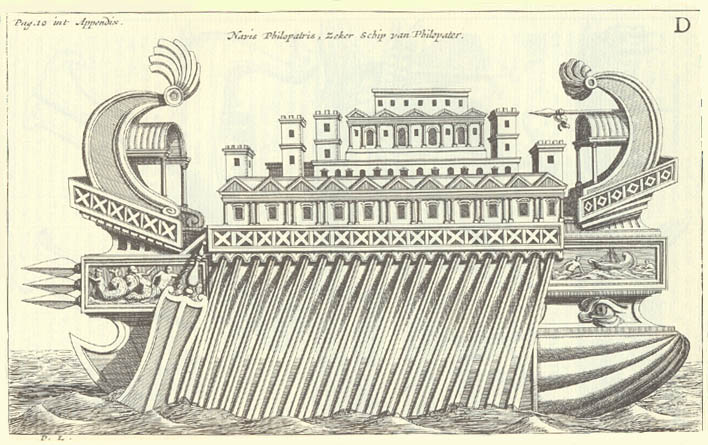
Dibujo del Thalamegos de Ptolomeo IV, por Nicolas Witsen, 1671.

Talamegos (en griego Thalamegos, plural: Thalamegoi) era un tipo de yate o barcaza que se encuentra principalmente en el río Nilo, en Egipto durante la época helenística y romana. Se utilizaban como transportadores de mercancías y transbordadores. El talamegos más famoso y más grande fue un inmenso navío de casco doble, un auténtico palacio flotante de dos pisos para viajes de recreo por el río Nilo que fue encargado por el rey helenístico Ptolomeo IV Filopator para él y su esposa Arsínoe III ca. 200 a. C.

## Etimología
El nombre proviene del en griego antiguo: θαλαμηγός (portador de habitación) del griego Thalamos que significa habitación y Ago que significa acarreo/llevar/conducir.

## Descripción y rol
Debido a la popularidad del talamegos de Ptolomeo IV, generalmente se los describe como palacios flotantes. Callegaro señaló que el nombre hace referencia a un tipo de barcaza de esa época. Apiano registró que Ptolomeo II Filadelfo poseía 800 talamegos que podían usarse para el servicio militar. Algunos se utilizaban para cruzar el Nilo para asuntos gubernamentales y ceremonias religiosas. También existían talamegos configurados como buques de recreo y transporte de mercancías.

## Talamegos de Ptolomeo IV
Calíxeno de Rodas describió el navío de Filopator en su Peri Alexandreias:
El talamegos tenía la longitud de medio estadio, y el ancho por la parte más ancha de 30 codos. Su altura, incluida la estructura del pabellón, alcanzaba casi los 40 codos. […] Su forma no se parecía a la de los barcos de guerra ni a los barcos mercantes, sino que había sido alterada para adaptarse a las profundidades del río. Por lo tanto, la parte inferior era poco profunda y ancha y, en cambio, era alta en altura. Las partes superiores, y especialmente la del arco, se estiraban considerablemente, y su curvatura estaba bien trazada. Tenía doble proa y doble popa, y subía hasta arriba porque en el río las olas suelen subir muy alto.

En su cavidad intermedia se construyeron los salones de banquetes, los dormitorios y todo lo necesario para la vida diaria. […] Cerca de la proa se encontraba una cámara dedicada a Dionisos; contenía trece lechos y estaba rodeada por una hilera de columnas. Tenía una cornisa dorada hasta el arquitrabe circundante; el techo estaba decorado de acuerdo con el espíritu del dios. En esta habitación, en el lado derecho, se construyó un nicho, que estaba completamente cubierto con oro real y piedras preciosas para que pareciera un muro de piedra. En ella estaban consagradas estatuas de retratos de la familia real hechas de mármol de Paros.
Se estima que este talamegos de la familia real tolemaica tenía unos 87 m de largo, 18 m de alto, y 13 m de ancho.